# ドミトリー・リス
- ドミトリ・リス

ドミトリー・イリイチ・リス（ロシア語:  Дмитрий Ильич Лисс；ラテン文字転写例: Dmitri Ilyich Liss、1960年10月28日 - ）は、ロシアの指揮者。

## 経歴
1960年、サラトフ州バラショフで生まれた。モスクワ音楽院でドミトリー・キタエンコに指揮法を学び、在学中よりドミトリー・キタエンコ指揮下のモスクワ・フィルハーモニー管弦楽団の練習指揮者として研鑽を積んだ。
1984年に音楽院を卒業すると、クズバス交響楽団の指揮者陣に加わり、1991年に首席指揮者に昇格。1995年にロヴロ・フォン・マタチッチ国際指揮者コンクールで優勝し、ウラル・フィルハーモニー管弦楽団の首席指揮者に転じた。1997年から1999年にはロシア・アメリカ・ユース管弦楽団の首席指揮者、1998年から2003年までロシア・ナショナル管弦楽団の准指揮者を務めている。また、2016年からは南ネーデルラント・フィルハーモニー管弦楽団の首席指揮者を兼務している。